# Turcii din Georgia
Înainte de depotările staliniste din 1944, minoritatea turcă din Georgia locuia în sudul țării, în provincia Samțhe-Djavahetia de astăzi.

## Turcii-meshetieni sau turcii din Ahîska
Turcii din Georgia se numesc altfel turcii-meshetieni (Mesheti türkleri) sau turcii din Ahiska (Ahıska türkleri) - pentru că Ahîska este o altă denumire a orașului Ahalțihi - și vorbesc într-un dialect al limbii turce. După deportarea armenii au devenit etnia principală din provincie.

## Pașalîk-ul Ahîska
Samțhe-Djavahetia sau, cu altă denumire, ținutul Meshetia corespunde cu hotarele pașalâcului otoman Ahîska (actualul Ahalțihi), unde turcii erau predominanți. După războiul ruso-turc din 1828-1829, pașalâcul a fost lipit Rusiei și aici s-a înființat două uezduri: Ahalțihi și Ahalkalaki. 

## Dublă deportare
Pentru a-i diferenția de turcii din Turcia, li s-a inventat etnonimul „turcii-meshetieni”. Această populație (din 220 sate ale provinciei) a fost deportată de Stalin în noiembrie 1944 în Asia Centrală și în Uzbekistan, și numai pe drum au pierit 15 000 sau 16% dintre ei. În urmă deportării, armenii au devenit elementul majoritar din ținut. Turcii-meshetieni, împreună cu tătarii-crimeeni, au fost singure popoare care, odată cu moartea lui Stalin, nu au fost reabilitate. Conform recensământului sovietic din 1989, în fostă Uniunea Sovietică locuiau 207 500 de turci-meshetieni. Pogromurile din Fergana (Uzbekistan), soldate cu 66 turci morți, i-au răspândit în diferite țări.

## Problema repatrierii
În momentul deportării, turcii-meshetieni erau în număr de 96 000 de suflete, iar acum se consideră că această cifră a depășit 300 000. Președintele Eduard Șevardnadze a semnat, în 1993, un decret privind „deportații din anii 40”, prin care până în 2000 trebuiau să se întoarcă 5 000 de turci-meshetieni. Dar, după recensământul din 2002, în Georgia s-au înregistrat doar 53 reprezentanți ai acestei etniei, fiindcă autoritățile de la Tbilisi, ferindu-se de numărul lor, nu-i recunosc ca turci, ci „georgieni-musulmani” sau „meshii”. Dar nici cei care își schimbă numele și etnia nu au drept să se stabilească în Djavahetia în mod compact, ci sunt instalați în diferite regiuni ale țării. În 1998, Comisariatul ONU pentru Refugiați pentru refugiați a criticat Tbilisi din cauză nesoluționării problemei. Georgia, în momentul aderării în Consiliul Europei, și-a luat obligația de a-i restabili pe toți turcii-meshetieni în provincie până în 2012.
| țări          | număr  |
| ------------- | ------ |
| Turcia        | 25 000 |
| Rusia         | 70 000 |
| Statele Unite | 15 000 |
| Uzbekistan    | 10 000 |
| Azerbaidjan   | 38 000 |
| Georgia       | 1 000  |
| Kîrgîzstan    | 30 000 |
| Ucraina       | 10 000 |
| Kazakhstan    | 90 000 |

## Baza militară rusească din Ahalkalaki
O altă caracteristică a Djavahetiei era baza militară rusească din Ahalkalaki, care era ultima, împreună cu baza de la Batumi, păstrate în teritoriul țării până la 2006. În 2001, bazele sus-numite dispuneau de 4 000 soldați, 153 de tancuri, 241 unități de tehnică blindată, 140 unități de artilerie și 35 de avioane. Conform înțelegerii obținute în summit-ul OSCE de la Istanbul din 1999, Tbilisi cerea retragerea bazelor în timp ce Rusia declara că acest fapt este imposibil mai devreme de 11 ani. La 100 de km distanță se afla o altă bază rusească, din Gumru (Armenia). Cu ajutorul prezenței armatei rusești și folosind războiul civil din Georgia, Djavahetia, care se separă din restul statului prin trecătorile muntoase, practic nu se controlează din centru. Partidul „Virk” local se opune reîntoarcerii turcilor-meshetieni și cere atât detașarea provinciei, cât și „unirea cu patria-mamă Armenia”.

## Calea ferată Baku-Tbilisi-Ahalkalaki-Kars
Georgia, negociind cu Turcia, vrea să construiască căile ferate Kars (Turcia) - Ahalkalaki (Georgia), o investiție estimată la 350 de milioane de USD. Blocând ruta veche din Armenia, Tbilisi dorește să devină un centru de tranzit pe căile ferate ce unesc Europa și China